# ويليام دبليو. ماي
ويليام دبليو. ماي (بالإنجليزية: William W. May)‏ هو منافس ألعاب قوى أمريكي، ولد في 17 مارس 1887، وتوفي في 1 نوفمبر 1979.

## وصلات خارجية
- ويليام دبليو. ماي على موقع أوليمبيديا (الإنجليزية)